# Oscar Murton, Baron Murton of Lindisfarne
Oscar Murton, Baron Murton of Lindisfarne OBE TD PC (* 8. Mai 1914 in Newcastle upon Tyne; † 5. Juli 2009) war ein britischer Politiker und gehörte der Conservative Party an.

## Leben und Karriere
Murton wurde in Newcastle upon Tyne geboren und besuchte die Uppingham School. Er trat in die Territorial Army ein, wo er 1934 Mitglied der Northumberland Fusiliers wurde. 1937 beförderte man ihn zu Leutnant und 1939 zum Hauptmann. Von 1942 bis 1946 war Murton Oberstleutnant im Generalstab. Nach seiner Militärkarriere war Murton Direktor eines Kaufhauses.
1964 wurde Murton zum Abgeordneten des House of Commons für den Wahlkreis Poole gewählt. Unter Ministerpräsident Edward Heath war er von 1971 bis 1972 ein Whip. Von 1973 an war er ein Deputy Speaker of the House of Commons. Dieses Amt hatte er bis zu seinem Ausscheiden aus dem Unterhaus 1979 inne.
Nach der Parlamentswahl 1979 wurde er am 25. Juli 1979 zum Life Peer ernannt und erhielt den Titel Baron Murton of Lindisfarne, of Hexham in the County of Northumberland. Im House of Lords beteiligte er sich regelmäßig an Debatten.